# Judô nos Jogos Olímpicos de Verão de 2008 - Até 90 kg masculino
A competição até 90 kg masculino de judô nos Jogos Olímpicos de Verão de 2008 realizou-se no dia 13 de agosto. As rodadas preliminares foram realizadas a partir das 12:00 (horário padrão da China, UTC+8), e as semifinais, finais, repescagem e disputa do bronze a partir das 18:00, horário local.

## Medalhistas
| Ouro   | GEO Irakli Tsirekidze                   |
| Prata  | ALG Amar Benikhlef                      |
| Bronze | EGY Hesham Mesbah SUI Sergei Aschwanden |

## Resultados

### Seção 1
|  | Preliminar               | Preliminar               | Preliminar |  |  | 1/8 de final          | 1/8 de final          | 1/8 de final        |      |                       | 1/4 de final          | 1/4 de final          | 1/4 de final |  |  | Semifinais | Semifinais | Semifinais |
|  |                          |                          |            |  |  |                       |                       |                     |      |                       |                       |                       |              |  |  |            |            |            |
|  | KOR Choi Sun-Hi          | KOR Choi Sun-Hi          | 0000       |  |  |                       |                       |                     |      |                       |                       |                       |              |  |  |            |            |            |
|  | EGY Hesham Mesbah        | EGY Hesham Mesbah        | 0000       |  |  | EGY Hesham Mesbah     | EGY Hesham Mesbah     | 0001                |      |                       |                       |                       |              |  |  |            |            |            |
|  |                          |                          |            |  |  | GEO Irakli Tsirekidze | GEO Irakli Tsirekidze | 0010                |      |                       |                       |                       |              |  |  |            |            |            |
|  |                          |                          |            |  |  |                       |                       |                     |      | GEO Irakli Tsirekidze | GEO Irakli Tsirekidze | 1000                  |              |  |  |            |            |            |
|  | AZE Elkhan Mammadov      | AZE Elkhan Mammadov      | 0011       |  |  |                       | AZE Elkhan Mammadov   | AZE Elkhan Mammadov | 0000 |                       |                       |                       |              |  |  |            |            |            |
|  | TJK Nematullo Asranqulov | TJK Nematullo Asranqulov | 0000       |  |  | AZE Elkhan Mammadov   | AZE Elkhan Mammadov   | 0110                |      |                       |                       |                       |              |  |  |            |            |            |
|  | GBR Winston Gordon       | GBR Winston Gordon       | 0020       |  |  | UZB Khurshid Nabiev   | UZB Khurshid Nabiev   | 0010                |      |                       |                       |                       |              |  |  |            |            |            |
|  | UZB Khurshid Nabiev      | UZB Khurshid Nabiev      | 0100       |  |  |                       |                       |                     |      |                       | GEO Irakli Tsirekidze | GEO Irakli Tsirekidze | 1002         |  |  |            |            |            |
|  | AUS Daniel Kelly         | AUS Daniel Kelly         | 0000       |  |  |                       | RUS Ivan Pershin      | RUS Ivan Pershin    | 0000 |                       |                       |                       |              |  |  |            |            |            |
|  | JPN Hiroshi Izumi        | JPN Hiroshi Izumi        | 0010       |  |  | JPN Hiroshi Izumi     | JPN Hiroshi Izumi     | 0000                |      |                       |                       |                       |              |  |  |            |            |            |
|  | BLR Andrei Kazusenok     | BLR Andrei Kazusenok     | 1110       |  |  | BLR Andrei Kazusenok  | BLR Andrei Kazusenok  | 1000                |      |                       |                       |                       |              |  |  |            |            |            |
|  | IRI Hossein Ghomi        | IRI Hossein Ghomi        | 0000       |  |  |                       |                       |                     |      | BLR Andrei Kazusenok  | BLR Andrei Kazusenok  | 0000                  |              |  |  |            |            |            |
|  | RUS Ivan Pershin         | RUS Ivan Pershin         | 1000       |  |  |                       | RUS Ivan Pershin      | RUS Ivan Pershin    | 1010 |                       |                       |                       |              |  |  |            |            |            |
|  | RSA Patrick Trezise      | RSA Patrick Trezise      | 0000       |  |  | RUS Ivan Pershin      | RUS Ivan Pershin      | 1000                |      |                       |                       |                       |              |  |  |            |            |            |
|  | ARG Diego Rosati         | ARG Diego Rosati         | 0001       |  |  | ARG Diego Rosati      | ARG Diego Rosati      | 0000                |      |                       |                       |                       |              |  |  |            |            |            |
|  | USA Brian Olson          | USA Brian Olson          | 0000       |  |  |                       |                       |                     |      |                       |                       |                       |              |  |  |            |            |            |

### Seção 2
|  | Preliminar                   | Preliminar                   | Preliminar |  |  | 1/8 de final                 | 1/8 de final                 | 1/8 de final                 |      |                    | 1/4 de final                 | 1/4 de final                 | 1/4 de final |  |  | Semifinais | Semifinais | Semifinais |
|  |                              |                              |            |  |  |                              |                              |                              |      |                    |                              |                              |              |  |  |            |            |            |
|  | BRA Eduardo Santos           | BRA Eduardo Santos           | 1000       |  |  |                              |                              |                              |      |                    |                              |                              |              |  |  |            |            |            |
|  | CHN He Yanzhu                | CHN He Yanzhu                | 0000       |  |  | BRA Eduardo Santos           | BRA Eduardo Santos           | 1000                         |      |                    |                              |                              |              |  |  |            |            |            |
|  | VEN Jose Camacho Lascarro    | VEN Jose Camacho Lascarro    | 1000       |  |  | VEN Jose Camacho Lascarro    | VEN Jose Camacho Lascarro    | 0000                         |      |                    |                              |                              |              |  |  |            |            |            |
|  | UKR Valentyn Grekov          | UKR Valentyn Grekov          | 0000       |  |  |                              |                              |                              |      | BRA Eduardo Santos | BRA Eduardo Santos           | 0001                         |              |  |  |            |            |            |
|  | ITA Roberto Meloni           | ITA Roberto Meloni           | 0100       |  |  |                              | FRA Yves-Matthieu Dafreville | FRA Yves-Matthieu Dafreville | 1011 |                    |                              |                              |              |  |  |            |            |            |
|  | LAT Jevgenijs Borodavko      | LAT Jevgenijs Borodavko      | 0010       |  |  | ITA Roberto Meloni           | ITA Roberto Meloni           | 0000                         |      |                    |                              |                              |              |  |  |            |            |            |
|  | FRA Yves-Matthieu Dafreville | FRA Yves-Matthieu Dafreville | 1000       |  |  | FRA Yves-Matthieu Dafreville | FRA Yves-Matthieu Dafreville | 0010                         |      |                    |                              |                              |              |  |  |            |            |            |
|  | CUB Asley Gonzalez           | CUB Asley Gonzalez           | 0000       |  |  |                              |                              |                              |      |                    | FRA Yves-Matthieu Dafreville | FRA Yves-Matthieu Dafreville | 0000         |  |  |            |            |            |
|  | MAR Mohamed El Assri         | MAR Mohamed El Assri         | 0001       |  |  |                              | ALG Amar Benikhlef           | ALG Amar Benikhlef           | 1000 |                    |                              |                              |              |  |  |            |            |            |
|  | ALG Amar Benikhlef           | ALG Amar Benikhlef           | 0011       |  |  | ALG Amar Benikhlef           | ALG Amar Benikhlef           | 1020                         |      |                    |                              |                              |              |  |  |            |            |            |
|  | PUR Alexis Chiclana          | PUR Alexis Chiclana          | 0100       |  |  | ESP David Alarza             | ESP David Alarza             | 0001                         |      |                    |                              |                              |              |  |  |            |            |            |
|  | ESP David Alarza             | ESP David Alarza             | 1101       |  |  |                              |                              |                              |      | ALG Amar Benikhlef | ALG Amar Benikhlef           | 0001                         |              |  |  |            |            |            |
|  | GRE Ilias Iliadis            | GRE Ilias Iliadis            | 0001       |  |  |                              | SUI Sergei Aschwanden        | SUI Sergei Aschwanden        | 0000 |                    |                              |                              |              |  |  |            |            |            |
|  | NED Mark Huizinga            | NED Mark Huizinga            | 1010       |  |  | NED Mark Huizinga            | NED Mark Huizinga            | 0010                         |      |                    |                              |                              |              |  |  |            |            |            |
|  | GER Michael Pinske           | GER Michael Pinske           | 0000       |  |  | SUI Sergei Aschwanden        | SUI Sergei Aschwanden        | 1101                         |      |                    |                              |                              |              |  |  |            |            |            |
|  | SUI Sergei Aschwanden        | SUI Sergei Aschwanden        | 0010       |  |  |                              |                              |                              |      |                    |                              |                              |              |  |  |            |            |            |

### Repescagem
| 1ª Ronda     | 1ª Ronda |  |  | Quartos-finais | Quartos-finais |  |  | Semi-finais    | Semi-finais |  |  | Disputa do bronze | Disputa do bronze |
|              |          |  |  |                |                |  |  |                |             |  |  |                   |                   |
|              |          |  |  | EGY Mesbah     | 0011           |  |  |                |             |  |  | FRA Dafreville    | 0000              |
|              |          |  |  | AZE Mammadov   | 0010           |  |  |                |             |  |  | EGY Mesbah        | 1000              |
|              |          |  |  |                |                |  |  | EGY Mesbah     | 1001        |  |  |                   |                   |
|              |          |  |  |                |                |  |  | BLR Kazusenok  | 0001        |  |  |                   |                   |
|              |          |  |  | BLR Kazusenok  | 1000           |  |  |                |             |  |  |                   |                   |
| RSA Trezise  | 0000     |  |  | ARG Rosati     | 0000           |  |  |                |             |  |  |                   |                   |
| ARG Rosati   | 1000     |  |  |                |                |  |  |                |             |  |  |                   |                   |
|              |          |  |  |                |                |  |  |                |             |  |  |                   |                   |
|              |          |  |  | BRA Santos     | 1000           |  |  |                |             |  |  | RUS Pershin       | 0020              |
| CUB Gonzalez | 0001     |  |  | ITA Meloni     | 0000           |  |  |                |             |  |  | SUI Aschwanden    | 1000              |
| ITA Meloni   | 1001     |  |  |                |                |  |  | BRA Santos     | 0000        |  |  |                   |                   |
|              |          |  |  |                |                |  |  | SUI Aschwanden | 0000        |  |  |                   |                   |
|              |          |  |  | SUI Aschwanden | 0001           |  |  |                |             |  |  |                   |                   |
| MAR El Assri | 0000     |  |  | MAR El Assri   | 0000           |  |  |                |             |  |  |                   |                   |
| ESP Alarza   | 0000     |  |  |                |                |  |  |                |             |  |  |                   |                   |

### Final
|  | Final                 |                       |      |
|  |                       |                       |      |
|  | GEO Irakli Tsirekidze | GEO Irakli Tsirekidze | 0001 |
|  | ALG Amar Benikhlef    | ALG Amar Benikhlef    | 0000 |